# Gotthard Ålander

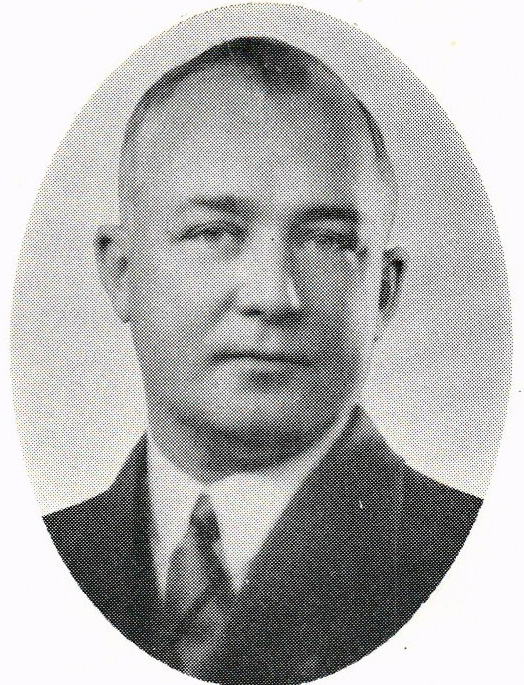
Gotthard Ålander

Anton Knut Gotthard Ålander, född 5 maj 1892 i Blidsbergs församling, Älvsborgs län, död 3 februari 1959 i Örgryte församling, var en svensk arkitekt.

## Biografi
Ålander examinerades från Chalmers tekniska institut 1915 med fortsatta studier på Kungliga tekniska högskolan i Stockholm året därpå. Han var anställd hos Karl M. Bengtson i Göteborg innan han 1920 startade egen verksamhet i staden. Han verkade parallellt som lärare vid Göteborgs stads lärlings- och yrkesskolor från 1921. Han var även stadsarkitekt i Mariestads stad.
Produktionen var mångsidig och innefattade förutom privata bostads-, affärshus även fabriksbyggnader, bankbyggnader, kyrkogårdar, skolor och egnahemstyper i Västsverige.
1936 vann Ålander arkitekttävlingen om ett nytt tingshus i Skövde. Byggnaden bröt med den traditionella tingshusplanen, och var det första i landet med en utpräglad funktionalistisk plan och fasadkomposition. Planen med två byggnader i L-form, där bostads- och kanslifunktionerna placerades i en huskropp och tingssalen med tillhörande rum i den andra, kom att bli allenarådande under 1950- och 1960-talen i tingshussammanhang.
Gotthard Ålander är begravd på Örgryte gamla kyrkogård.

## Verk i urval
- Bostadshus, Granen 7, Mariestad (1922)
- Norra Vadsbo domsagas tingshus, Mariestad (1923).[4]
- Köttbesiktningsbyrå, Mariestad. (1926)
- Ålderdomshem, Mariestad (1926).
- Begravningskapell, Mariestad.
- Epidemisjukhusbyggnader i Falköping, Lidköping, Mariestad (1922)[5] och Skövde.
- Stadshus och hotell i Tidaholm.
- Expeditionsbyggnad i Skara för Skaraborgs läns hushållningssällskap (1928).
- Posthus, Nygatan 15, Mariestad (1930)
- Köttbesiktningsbyrå, Falköping.
- Villa, Sparta 9, Säffle (1935)
- Utställningsarkitekt, Axvallsutställningen (1935)[6]
- Skövde tingshus (1936).[7]
- Bostadshus, Hamngatan 16, Mariestad (1936)
- Församlingshus i Skara (1937)[8]
- Göteborgs stads yrkesskolor, Järntorget/Första Långgatan, Göteborg (1938).[9]
- Åmåls stadshus (1939).[10]
- Ombyggnad av Kungsportsavenyen 16 i Göteborg (1942).
- Minnesmärke över världskrigsoffren på Mariebergs kyrkogård (1943).[11]
- Bräckeskolan, Göteborg (1946)
- Vallen 24, Flerfamiljshus, Säffle (1946)
- Affärshus, Viktoriagatan 15, Mariestad (1952)

## Bilder

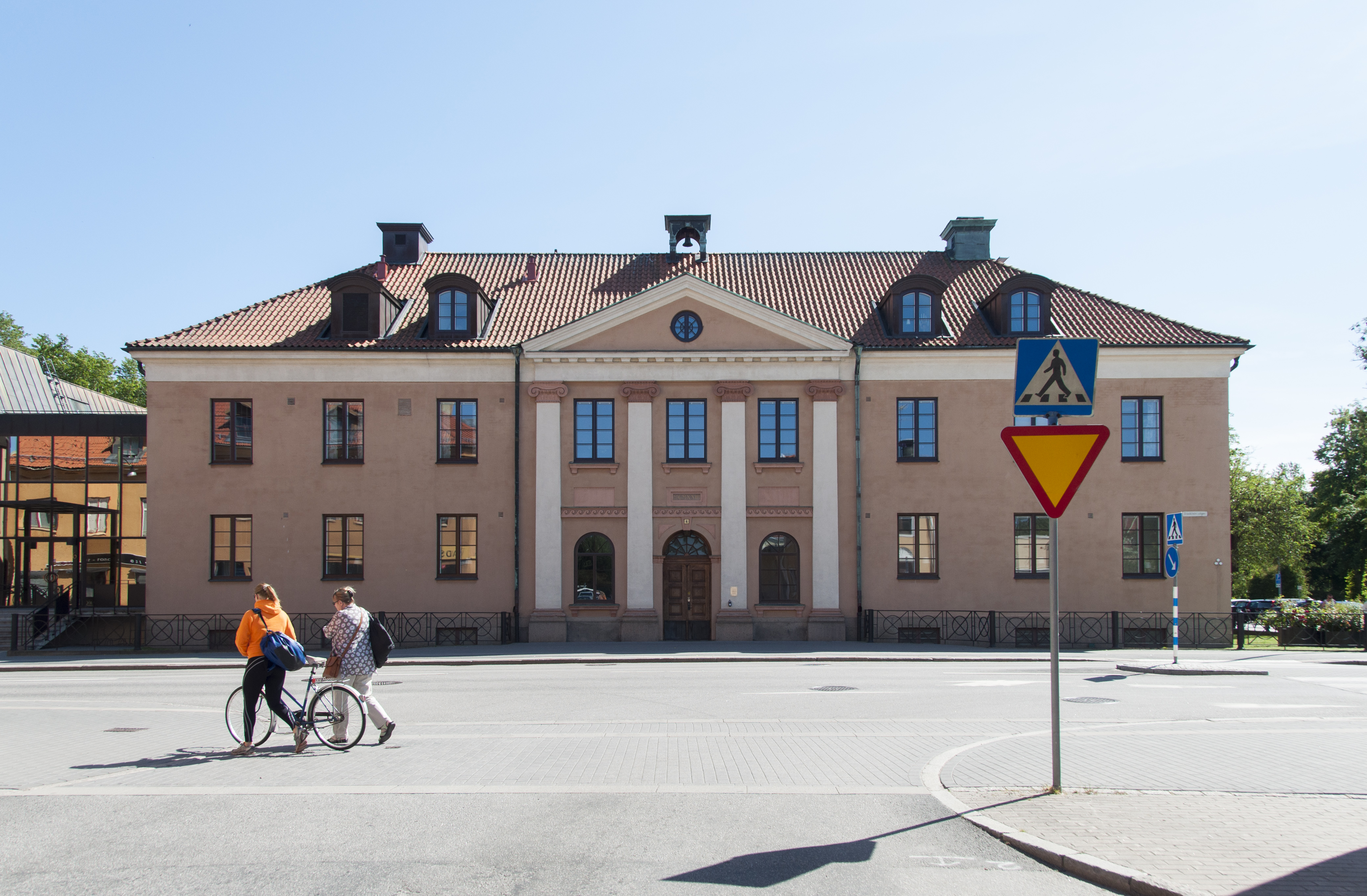
Tingshuset i Mariestad
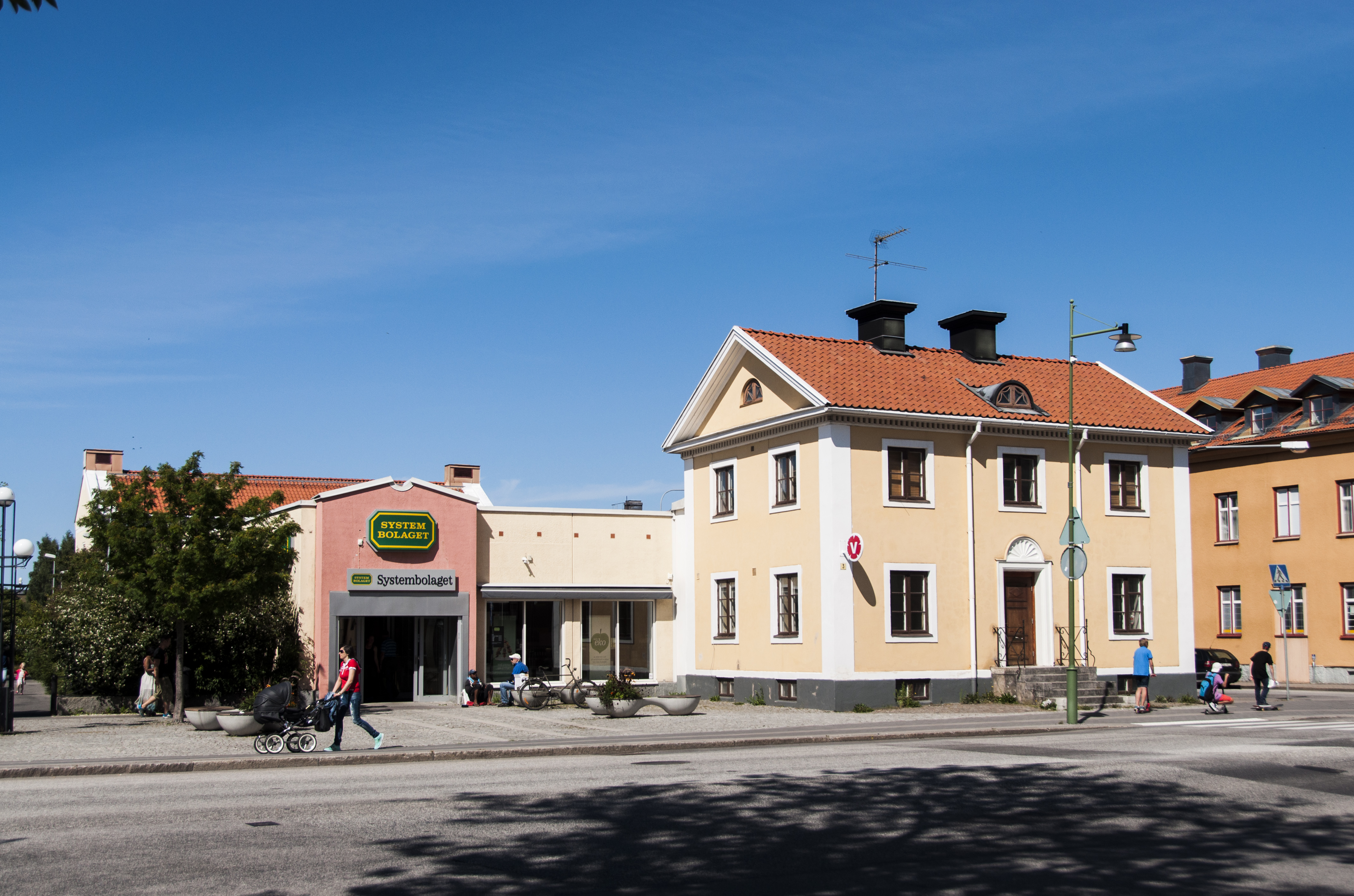
Köttbesiktningsbyrå i Mariestad
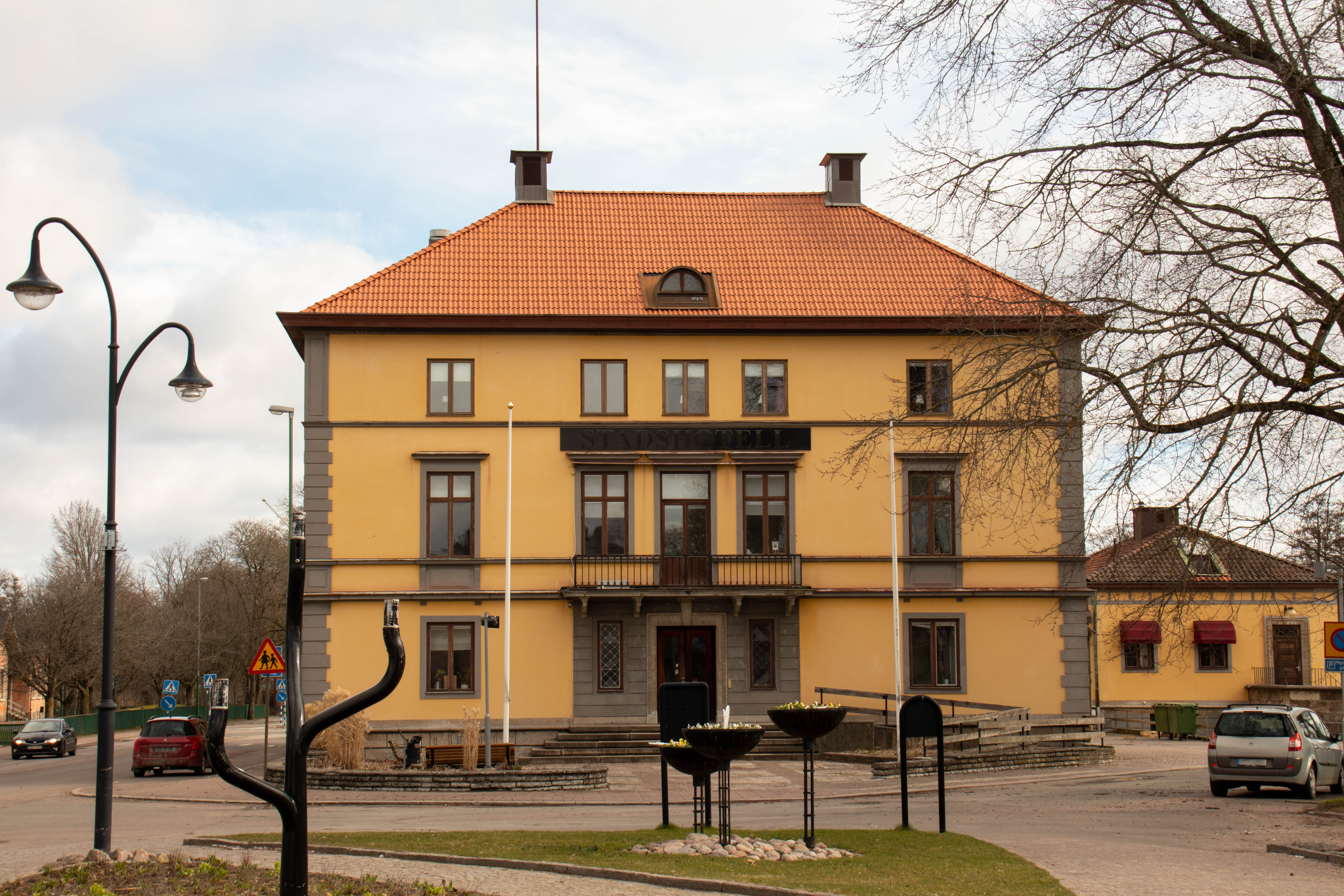
Stadshus och hotell i Tidaholm
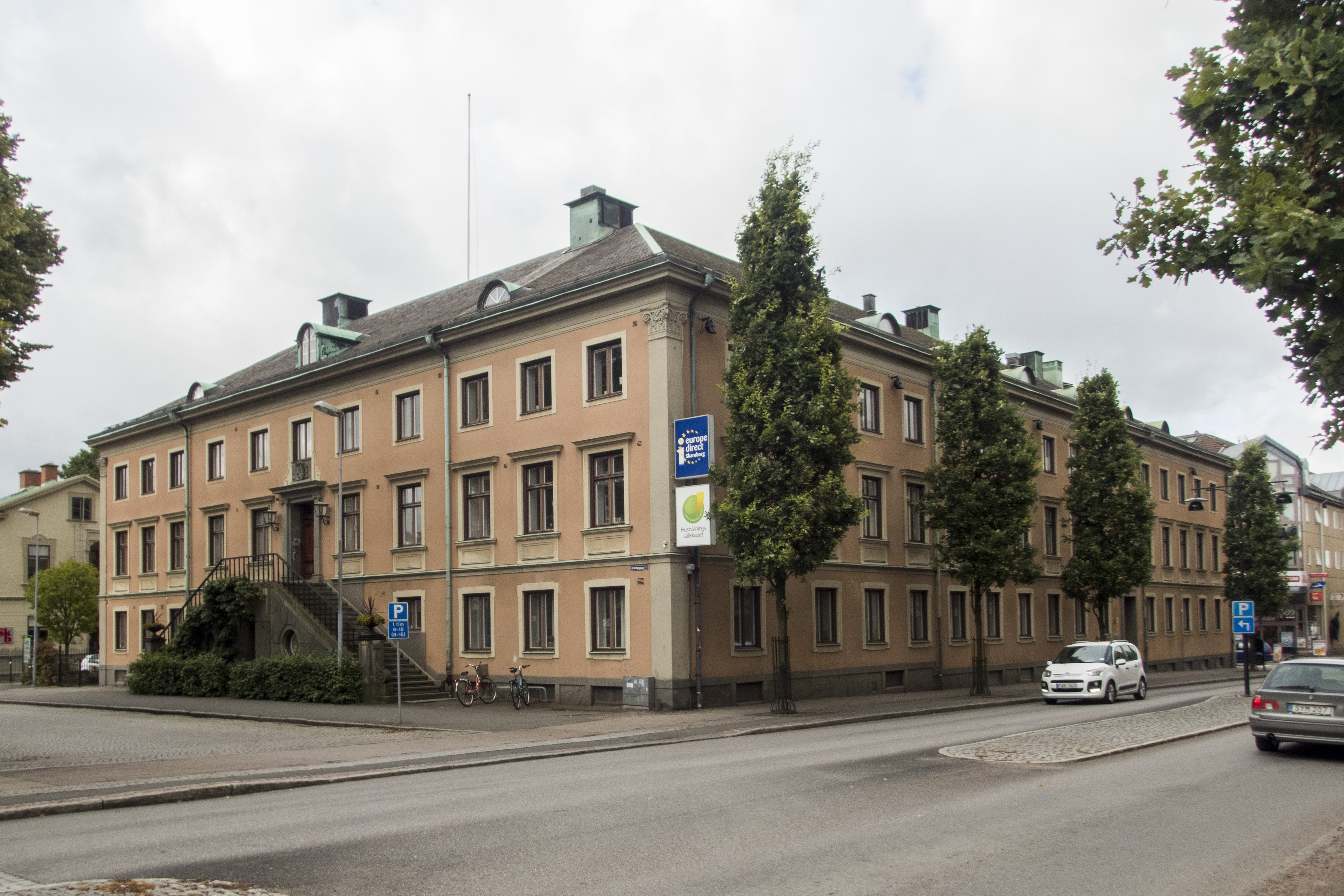
Hushållningssällskapet, Skara
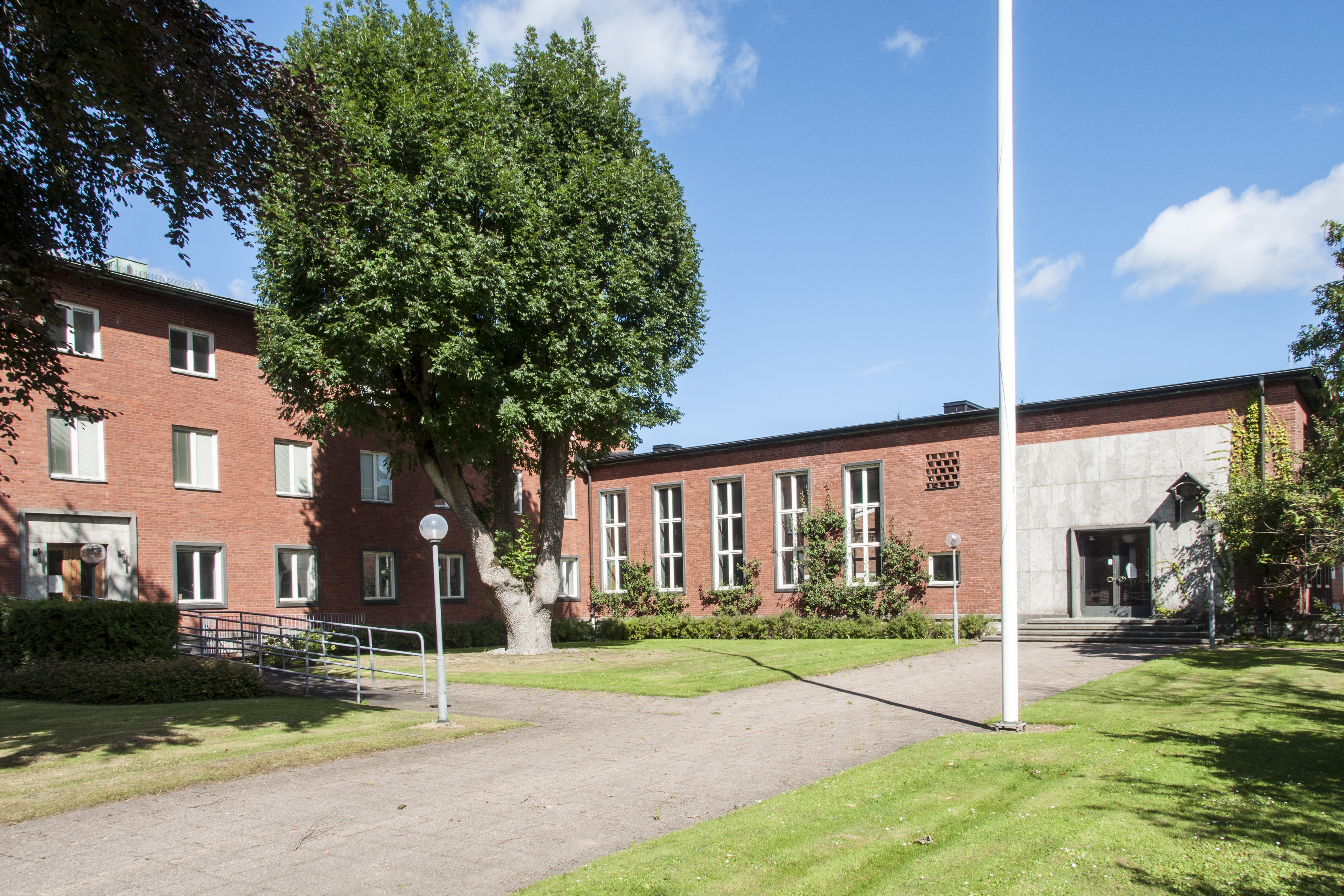
Skövde tingshus